# Dietopsa parnassia
Dietopsa parnassia är en spindelart som först beskrevs av Simon 1895.  Dietopsa parnassia ingår i släktet Dietopsa och familjen krabbspindlar. Inga underarter finns listade i Catalogue of Life.